# Орановка
Ора́новка — деревня Стегаловского сельского поселения Долгоруковского района Липецкой области.

## География
Деревня Орановка находится в северной части Долгоруковского района, в 12 км к северу от села Долгоруково, и в 2 км от центра поселения села Стегаловки.

## История
Орановка основана в 1872 году, поселившимися в этих местах брянскими лесниками. Первоначально носила название «Брянская Орановка». «Брянская» — по месту, от куду приехали основатели деревни, «орановка» — от слава «орать» — пахать землю, «орало» — орудие для пахоты, «оранина» — нива, поле, пашня.
В 1926 году в Орановке значилось 65 дворов, в которых проживают 307 жителей. В 1932 году — 366 жителей.
До 1920-х годов Орановка относилась к Стегаловской волости Елецкого уезда Орловской губернии. С 1928 года в составе Долгоруковского района Елецкого округа Центрально-Чернозёмной области. После разделения ЦЧО в 1934 году Долгоруковский район вошёл в состав Воронежской, в 1935 году — Курской, а в 1939 году — Орловской области. С 6 января 1954 года в составе Долгоруковского района вновь образованной Липецкой области.

## Население
| 2010 |
| ---- |
| 12   |

## Транспорт
В 2 км западнее Орановки располагается шоссе, связывающее Долгоруково и Елец. Пассажирское сообщение осуществляется автобусом, курсирующим по маршруту Долгоруково — Елец.
Грунтовыми дорогами Орановка связана с посёлком Красное Утро и селом Стегаловка.